# Danna Paola
Pour les articles homonymes, voir Paola.
Danna Paola  est une chanteuse, actrice, styliste et mannequin mexicaine, née le 23 juin 1995 à Mexico,. Elle a gagné en popularité en tant qu’actrice et chanteuse enfantine, participant à des dizaines de projets télévisés tout au long de sa petite enfance et de son adolescence.

## Biographie

### Jeunesse
Elle est la fille de Patricia Munguía et de Juan José Rivera Arellano, qui fut chanteur du groupe Ciclón y Los Caminantes. Elle a aussi une sœur ainée, Vania Rivera.

### Carrière
La carrière d'actrice de Danna Paola a commencé en 1999 quand, à l'âge de 4 ans, elle et sa sœur ont participé à la conférence téléphonique de Televisa à Mexico pour le film Plaza Sésamo, la version mexicaine de Sesame Street. Un an plus tard, à 5 ans, elle a été choisie dans la telenovela Rayito de Luz et en 2001, elle a obtenu son premier rôle principal dans la telenovela pour enfants, María Belén. La même année, elle sort son premier album, intitulé Mi Globo Azul.
En 2004, elle a été choisie pour diriger la série à succès pour enfants : Amy, la niña de la mochila azul. Son deuxième album studio, Océano, est sorti en 2005. Un an plus tard, elle dirigeait Pablo y Andrea, l'adaptation télévisée du roman classique Les Aventures de Tom Sawyer. Au cours des années suivantes, elle a participé à plusieurs séries télévisées produites par Televisa. 
En 2010, elle prête sa voix à Raiponce (Rapunzel en espagnol), dans la version d'Amérique Latine du film Disney, éponyme en français (Enredados en espagnol). Elle interprète également les chansons du personnage. 
En 2018, elle accède à la notoriété internationale en interprétant pendant les 3 premières saisons le personnage de Lucrecia « Lu » Montesinos Hendrich dans la série Netflix espagnole Élite. Elle quitte la série en 2020, à l'issue de la troisième saison.
Oye Pablo, un single sorti de son album Sie7e +, raconte un véritable épisode de sa vie, et de sa rencontre avec un inconnu qu'elle n'a jamais revu.
Elle gagne en notoriété et collabore avec beaucoup d'artistes d'Amérique latine, d'Espagne et d'autres avec une plus grande renommée, notamment New Hope Club, Sebastian Yatra et même Mika. Elle écrit la chanson Contigo, qui s'inspire du confinement mondial lié à la pandémie de la COVID-19.
En 2020, Danna devient l'égérie de la marque Puma et Pandora. Elle réalise plusieurs photosessions pour les différentes collections des deux marques. Elle réalise également la soundtrack sud-américaine du film d'animation Netflix Más Allá De La Luna.
En 2021, elle prête sa voix à Raya dans la version espagnole du film Disney, éponyme en français (Raya y el Último Dragón en espagnol) dont elle interprète également la chanson du générique.

### Vie privée

#### Santé
Dans une publication sur les réseaux sociaux en 2021, elle a révélé qu'elle souffrait d'anxiété, de crises de panique et de dépression pendant son séjour à Madrid pendant le tournage de la série télévisée Netflix, Élite.

## Filmographie

### Théâtre
- 2003 : Regina (Regina: Un Musical Para Una Nación Que Despierta) : Regina (enfance)
- 2004 : Annie (Anita la huerfanita) : Anita
- 2013-2015 : Wicked : Elphaba
- 2015-16 : Hoy no me puedo levantar : Maria

### Cinéma
- 2008 : Arráncame la vida : Lilia Ascencio à l'âge de 12 ans
- 2010 : Raiponce (Enredados) : Raiponce (voix espagnole)
- 2018 : Lo más sencillo es complicarlo todo (en) : Renata
- 2021 : Raya et le Dernier Dragon (Raya y el Último Dragón) : Raya (voix espagnole)

### Télévision
- 1999 : 1, rue Sésame (Plaza Sésamo) (non créditée)
- 2000 : Rayito de luz : Lupita Lerma
- 2001 : María Belén : María Belén García Marín
- 2002 : ¡Vivan los niños! : Estrella
- 2003 : De pocas, pocas pulgas : Amy la serenita
- 2003 - 2007 : La familia P. Luche (série télévisée, 3 épisodes) : María Belén (en 2007), Niña de oro (en 2007)
- 2004 : Alegrijes y rebujos : Amy Granados/Betancourt
- 2004 : Amy, la niña de la mochila azul : Amy Granados-Betancourt Arteaga
- 2005 : Contra viento y marea : Natalia Ríos (fillette)
- 2005 : Pablo y Andrea : Andrea Saavedra
- 2005 : El privilegio de mandar (série de sketches, 1 épisode)
- 2007 : Objetos perdidos (série de sketches, 1 épisode) : Niña
- 2007 : Muchachitas como tú : Paola Velásquez
- 2008 : La rosa de Guadalupe (série télévisée, 1 épisode) : Samantha
- 2008 : Querida enemiga : Bettina Aguilar Ugarte
- 2009 : 1, rue Sésame (Plaza Sésamo) (série télévisée, 1 épisode) : Patricia "Patito" Peralta Castro
- 2009 - 2010 : Atrévete a soñar : Patricia "Patito" Peralta Castro (261 épisodes)
- 2013 : Como dice el dicho (série télévisée, 1 épisode) : Mayra Mata
- 2015-2016 : ¿Quién es quién? : Paloma Hernández (118 épisodes)
- 2016-2020 : La Doña (saison 1 et 2): Mónica Hernández Sandoval (134 épisodes)
- 2018 : José José, el príncipe de la canción : Lucero León (11 épisodes)
- 2018-2020 : Élite : Lucrecia (Lu) Montesinos Hendrich (24 épisodes)

#### Voix françaises
Émilie Rault est la voix française la plus récurrente de Danna Paola. Elle l’a double notamment dans la série télévisée Élite et le film d’animation Raya et le dernier Dragon.

## Discographie

### Album solo

#### Mi Globo Azul (2001)
- Klon Klin.
- Huesito De chabacano.
- Esa Es Mi mamita linda.
- La Galina Turuleca .
- Carrusel De La Esperanza.
- Mi Globo Azul.
- Ilarie.
- Los Papás De Mis Papitos.
- El Baile De Los Pajaritos.
- Mágico Osito.
- Campanita Y Juan Pestañas.
- María Belem.

#### Oceano (2004)
- Bla Bla Bla.
- Marioneta.
- Caminos De Luz.
- Dame La Luna .
- Señor Reloj.
- Azul Como El Cielo.
- Criaturas japonesas.
- Príncipe Azul.
- Mi Mamá Me Va A Castigar.
- Un Paso Atrás.

#### Chiquita Pero Picosa (2005)
- Late Mi Corazón.
- Señor Reloj.
- Chiquita Pero Picosa.
- Bicho Bicho.
- Un Paso Atrás.
- La Chica Ye Ye.
- Mi Mamá Me Va A Castigar.
- Príncipe Azul.
- Chiquita Pero Picosa (Version groupale).
- Late Mi Corazón (Version groupale).
- Bicho Bicho (Version groupale).
- La Chica Ye Ye (Version groupale).

#### Danna Paola (2012)
- Cero Gravedad.
- Más Que Amigos.
- Todo Fue Un Show.
- N.U.N.C.A.
- Cúrame (El Virus).
- Ruleta.
- Comprendo.
- Labios de Cereza.
- No Puedo Olvidarlo.
- Agridulce.
- Nuestro Amor.

#### SIE7E + (2020)
- Mala Fama.
- Oye Pablo.
- Sodio.
- Polo A Tierra ft. Trapical.
- Final Feliz.
- Lo Que No Sabes.
- So Good.
- Valientes.
- Dos Extraños.
- Siento Amor.
- Mala Fama (Remix) ft. Greeicy.
- So Good (Remix) ft. Hrvy.

#### K.O. (2021)
- Friend De Semana ft. Aitana & Luísa Sonza.
- Contigo.
- No Bailes Sola ft. Sebastian Yatra.
- TQ Y YA .
- Calla Tú.
- Sola.
- Amor Ordinario.
- Bajo Cero.
- Justified.
- T.A.C.O.
- Me, Myself ft. Mika.

#### CHILDSTAR (2024)
- The fall.
- Blackout.
- XT4S1S.
- Atari.
- 222.
- Platonik.
- VTR3.
- 1trago.
- Amor ácido.
- Tenemos que hablar.
- Aún te quiero.
- Amanecer.
- VTR3 ft. Steve Aoki.

### EP

#### Danna Paola(2007)
- Es Mejor.
- Dame Corazón.
- Mundo De Caramelo.
- El Primer Día Sin Ti.
- De Aquí Para Alla.

#### SIE7E (2019)
- Final Feliz.
- Lo Que No Sabes.
- So Good.
- Mala Fama.
- Valientes.
- Dos Extraños.
- So Good (Remix) ft. Hrvy.

- La Puerta ft. Jaures whyme

## Récompenses et nominations

### Récompenses
- María Belén
  - El Heraldo de México de la révélation féminine
  - Premio Bravo de la meilleure performance d'enfant
- Amy, la niña de la mochila azul
  - Premio Bravo de la meilleure performance d'enfant
- Annie
  - Agrupación de Críticos y Periodistas de Teatro de la meilleure actrice enfant
  - Premio Bravo de la meilleure performance d'enfant (théâtre)
- Pablo y Andrea
  - Premio TVyNovelas de la meilleure performance d'enfant
- Atrévete a soñar
  - Premios Oye! de la meilleure chanson de la télévision/cinéma pour «Mundo de caramelo»
  - Premio TVyNovelas de la meilleure chanson  pour «Mundo de caramelo»
  - Premio TVyNovelas de la meilleure jeune actrice
  - Kids' Choice Awards México de la meilleure promesse
- Wicked
  - Festival Internacional de Teatro Héctor Azar de la révélation féminine
  - Agrupación de Periodistas Teatrales de la révélation féminine
  - Agrupación de Críticos y Periodistas de Teatro de la révélation féminine de théâtre musical
- Luminaria de Oro au Paseo de las Luminarias (2004)
- La estrella OMG! del 2010 au Premios Yahoo! México (2011)
- Tuitero Favorito au Kids' Choice Awards México (2013)

#### Comme soliste
- Solista Latino Favorito au Kids' Choice Awards México (2012)

### Nominations
- Muchachitas como tú
  - Premio TVyNovelas de la meilleure performance d'enfant
- Querida enemiga
  - Premio TVyNovelas de la meilleure jeune actrice
- Atrévete a soñar
  - Kids' Choice Awards México de la meilleure actrice dans une série télévisée
  - Premios Juventud pour Chica que me quita el sueño
  - Lunas del Auditorio de Espectáculo familiar pour Atrévete a soñar, el show
- Premios Oye! de la meilleure chanson de la télévision/cinéma pour «Yo soy tu amigo fiel» (feat. Aleks Syntek) (2010)

#### Comme soliste
- Favorite Latin Artist au Kids' Choice Awards (2012)
- Best Latin America North Act au MTV Europe Music Awards (2012)
- Favorite Latin Artist au Kids' Choice Awards (2013)
- Best Latin America North Act au MTV Europe Music Awards (2013)
- Favorite Latin Artist au Kids' Choice Awards (2014)